# 班尼夫卡
45°41′15″N 28°55′14″E / 45.68750°N 28.92056°E

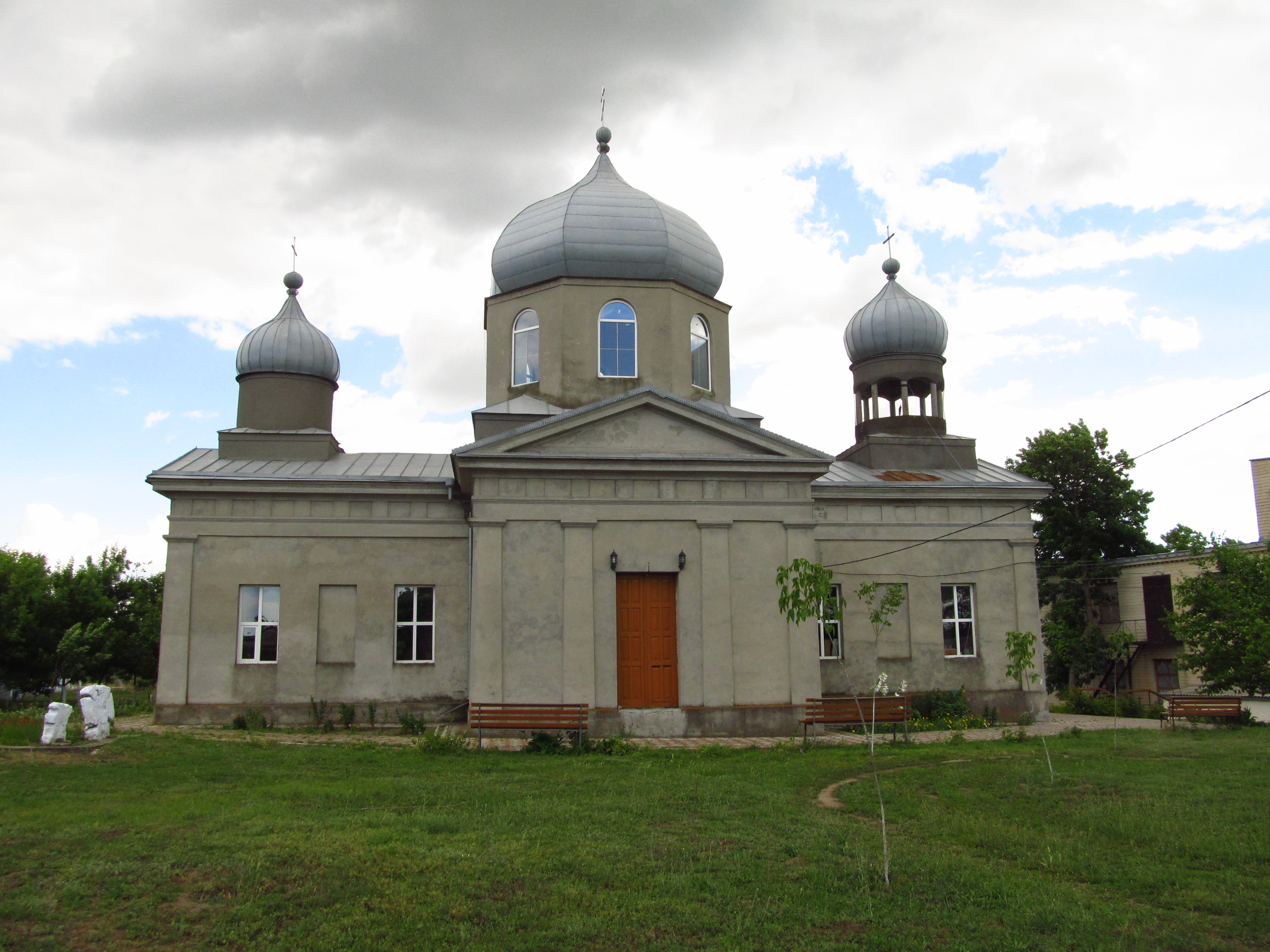

班尼夫卡（烏克蘭語：Баннівка）是位於烏克蘭西南部的村莊，由敖德萨州博爾赫拉德區的瓦西利夫卡市鎮負責管轄。該村始建於1921年，面積1.56平方公里，海拔高度23米，2001年人口1,211。